# Neptune (Star Trek)
A Neptune egy 12 hajóból álló hajóosztály a földi Csillagflottában, a kitalált Star Trek univerzumban. A Föld első térhajtóművel rendelkező hadihajója, melyet a Föld védelmére terveztek.

## Főbb adatai
- típusa: Hadihajó
- Elkészült egységek: 12 db, ebből 2 elpusztult
- Építési időszak: 2132-2139
- Méretek: hossz 120 méter, szélesség 80 méter, magasság: 20 méter, szintek száma: 4
- Tömeg: 40 000 tonna
- Legénység: 35 fő
- Fegyverzete:
- 2 db fáziságyú, teljes kimeneti energia: 4 terawatt
- 2 db 2-es típusú torpedóvető + 12 torpedó
- Védelmi rendszerek: Burkolata könnyű egyrétegű monotánium burkolat és 2 cm polarizált páncélzat. Kis teljesítményű szerkezeti integritás mező generátor.
- Sebesség: normális 1,5-es fokozat, de képes 1,7-es fokozatra is
- Erősségi index (Galaxy osztály = 1): 
  - Sugárfegyver tűzerő : 0,08
  - Torpedó tűzerő : 0,2
  - Fegyverzet hatótávolsága és pontossága : 12
  - Pajzs erőssége : nincs
  - Burkolat erőssége : 50
  - Sebesség : 3
  - Harci manőverezhetőség : 2600
  - Összesített erősségi index : 19
- Diplomáciai fokozata: 2
- Élettartam: 30 év
- Felújítási időszakok: minimálisan évente, jelentősen 10 évente